# دنیس کودریاتسف
دنیس کودریاتسف (روسی: Денис Александрович Кудрявцев؛ زادهٔ ۱۳ آوریل ۱۹۹۲) یک دونده دو با مانع اهل روسیه است. از افتخارات وی میتوان به کسب مدال نقره ۴۰۰ متر با مانع در ۲۰۱۵ پکن اشاره کرد.